# Родригез Камп (Калифорнија)
Родригез Камп (енгл. Rodriguez Camp) насељено је место без административног статуса у америчкој савезној држави Калифорнија.

## Демографија
По попису из 2010. године број становника је 156.
| Група             | 2000.    | 2010.       |
| Белци             | 0 (0,0%) | 5 (3,2%)    |
| Афроамериканци    | 0 (0,0%) | 0 (0,0%)    |
| Азијати           | 0 (0,0%) | 0 (0,0%)    |
| Хиспаноамериканци | 0 (0,0%) | 151 (96,8%) |
| Укупно            | 0        | 156         |